# DNA. Una storia che non deve accadere
DNA. Una storia che non deve accadere (DNA) é un film statunitense del 1996 diretto da William Mesa.

## Trama
Un esperimento sul DNA, condotto da uno scienziato di nome Carl Wessinger, sulle ossa di una misteriosa creatura della giungla riporta in vita inaspettatamente la bestia carnivora. L'assistente dello scienziato, Ash Mattley, e l'agente della CIA Claire Sommers tentano di fermarlo.